# ジョゼフ＝マリー・ヴィアン
ジョゼフ＝マリー・ヴィアン（Joseph-Marie Vien 、1716年6月18日 - 1809年3月27日）は、フランスの「新古典主義」の画家である。

## 略歴
モンペリエに生まれた。同じ南フランス出身のシャルル＝ジョゼフ・ナトワールに学んだ。1743年にローマ賞を受賞し、1744年からローマに留学し、1750年までローマに滞在した。ルネッサンス期のイタリア画家の作品を模写し、当時の在ローマ・フランス・アカデミーの校長、ジャン＝フランソワ・ド・トロワの影響を受けた。
1750年にパリに戻った後は、自らの絵画学校を開き、1750年代は著名な美術史家、収集家、考古学者のケリュス伯爵(Anne Claude de Caylus)の支援を受け、学者、美術批評家のドゥニ・ディドロの支援や好意的な批評を受けた。
1775年に在ローマ・フランス・アカデミーの校長に任じられた。1781年にフランスに戻り、1789年に国王ルイ16世の筆頭宮廷画家となった。フランス革命を経て、1804年に第一執政になったナポレオン・ボナパルトはヴィアンに注目し、ヴィアンを伯爵に任じ、護憲元老院議員に任命した。1809年に亡くなった。
ヴィアンの弟子には新古典主義を代表する画家、ジャック＝ルイ・ダヴィッドがいる。
1753年に画家のマリー＝テレーズ・ルブールと結婚し、同名の息子(Joseph-Marie Vien le jeune: 1761-1848) も画家となった。

## 作品

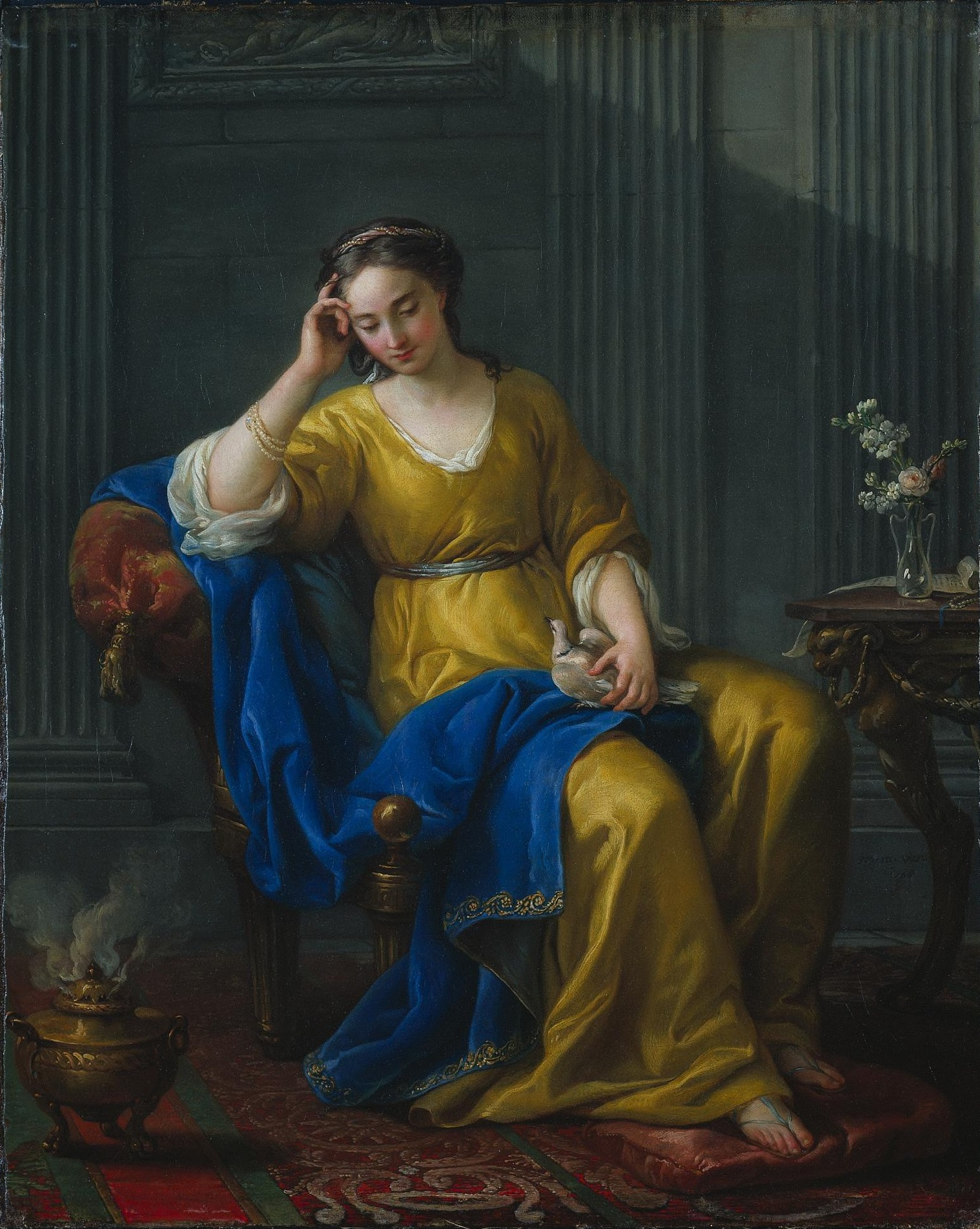
"La Douce Mélancolie" (1756)
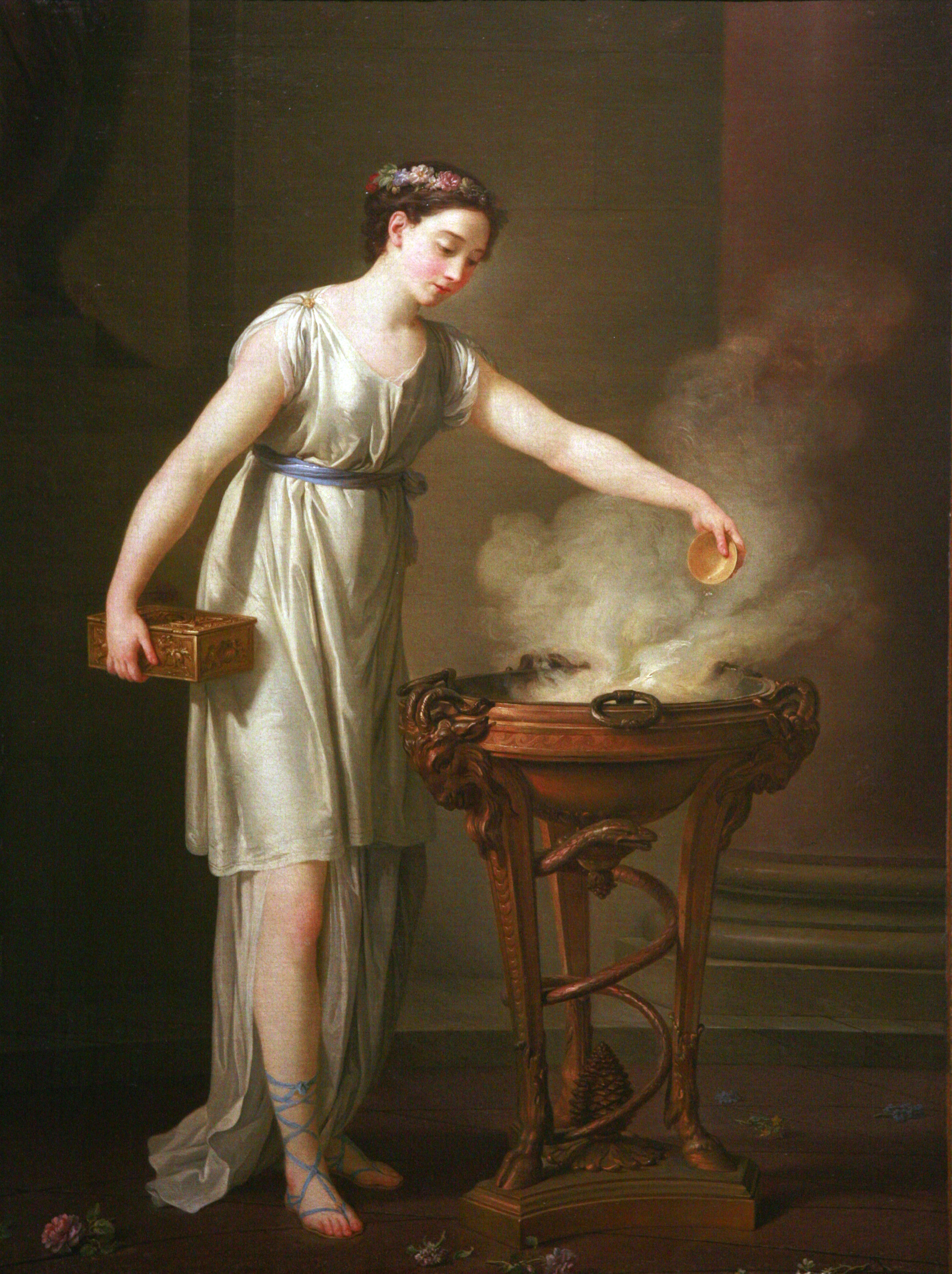
アテナイの美徳 (1962)
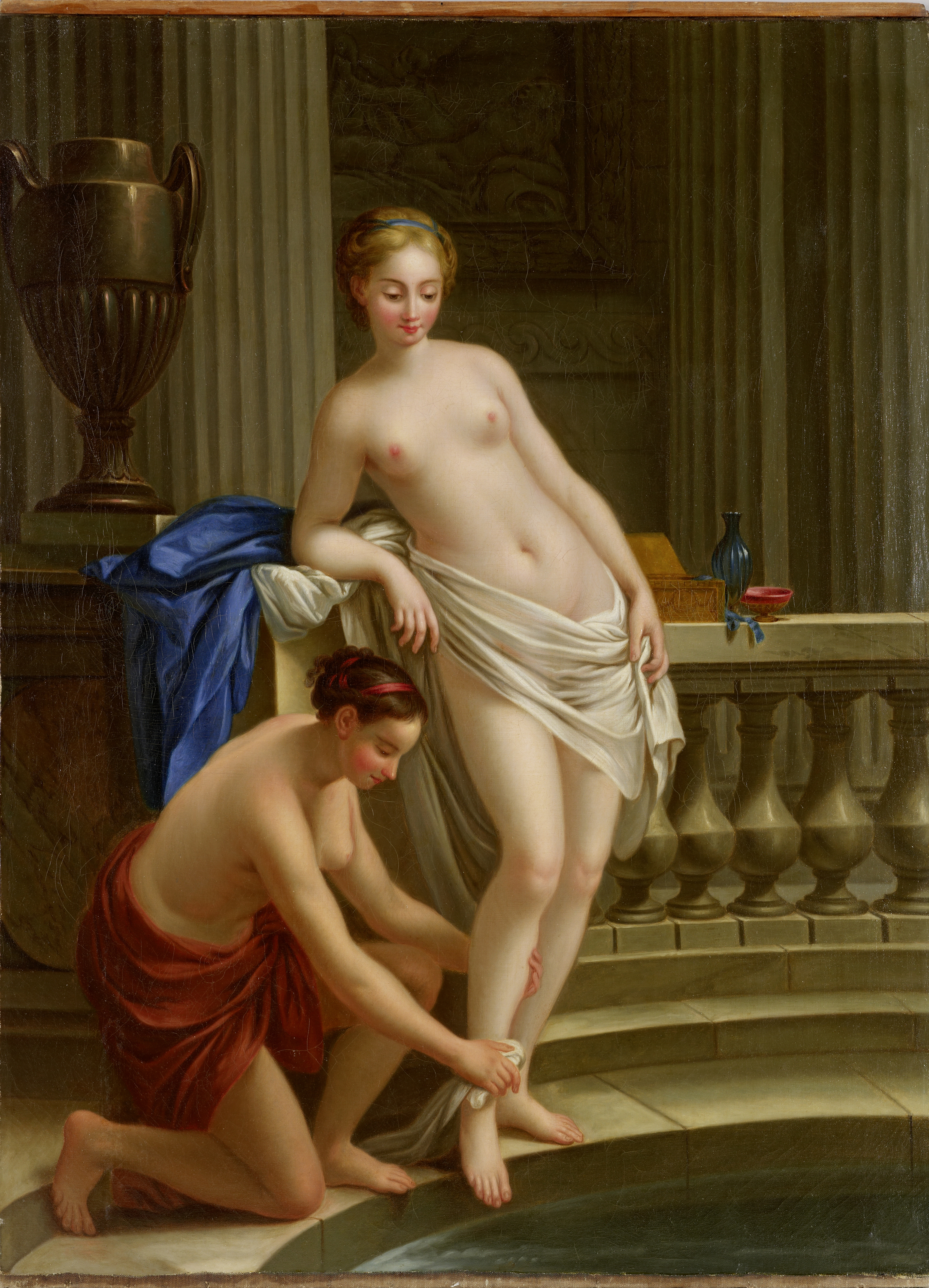
カリストー (1763)
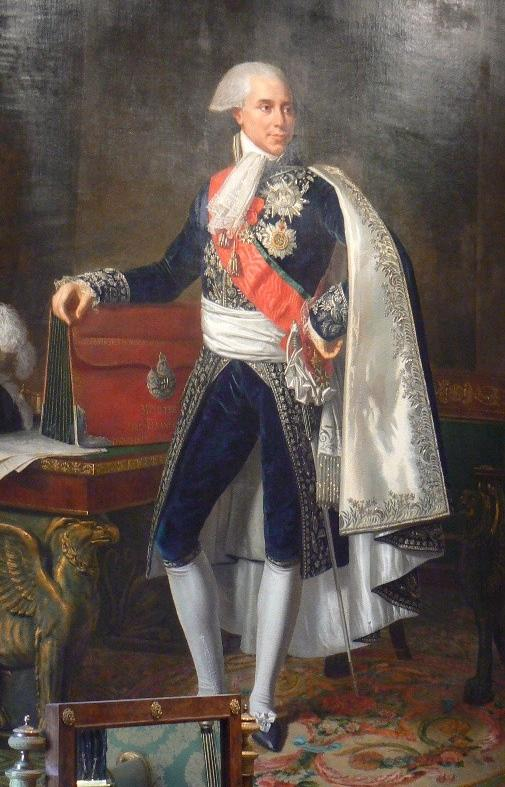
Martin Michel Charles Gaudin-大蔵大臣 (1806)

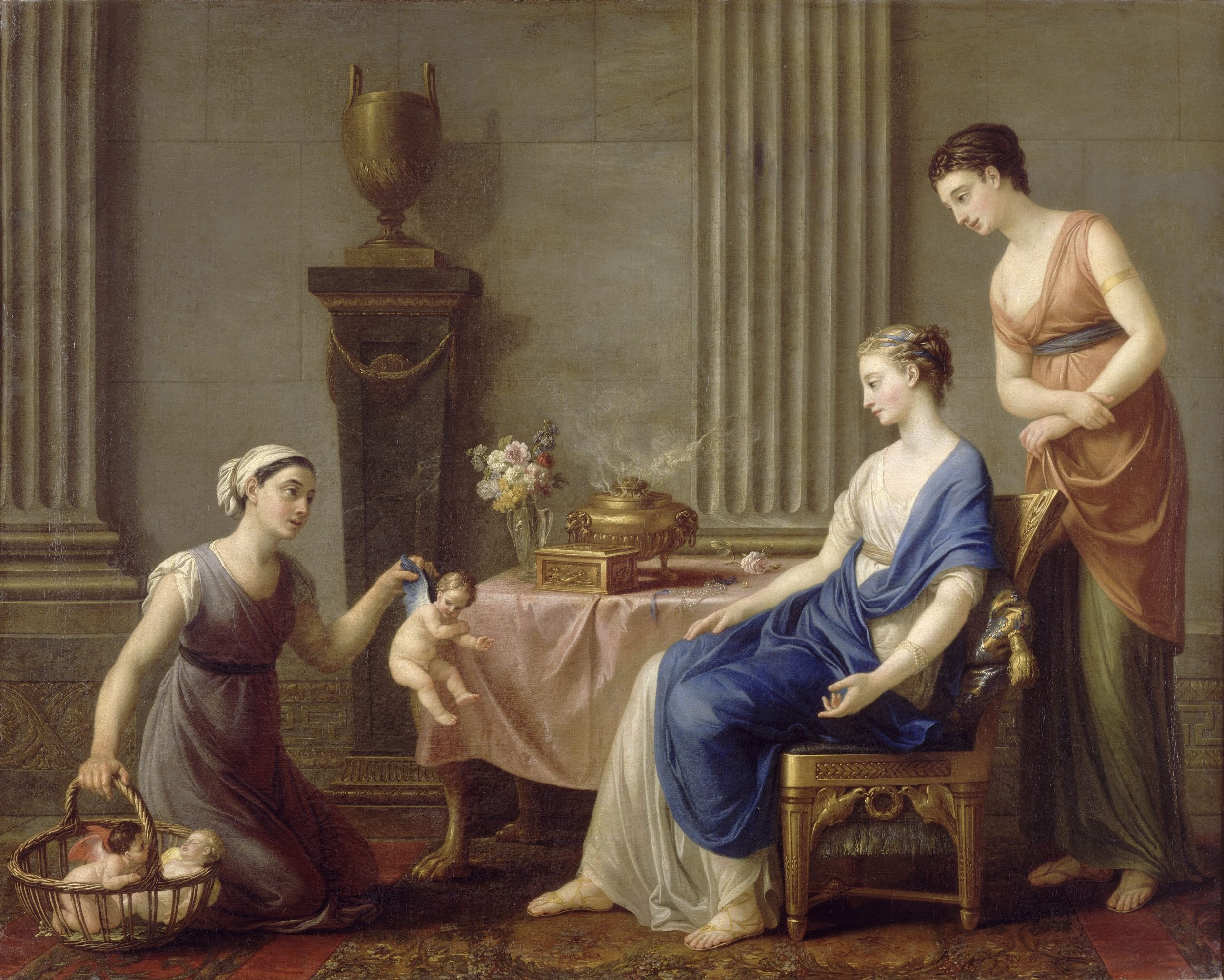
『アモルを売る女』(1763)
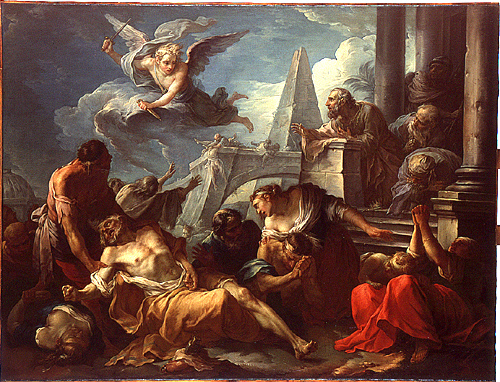
ダビデ (1743)
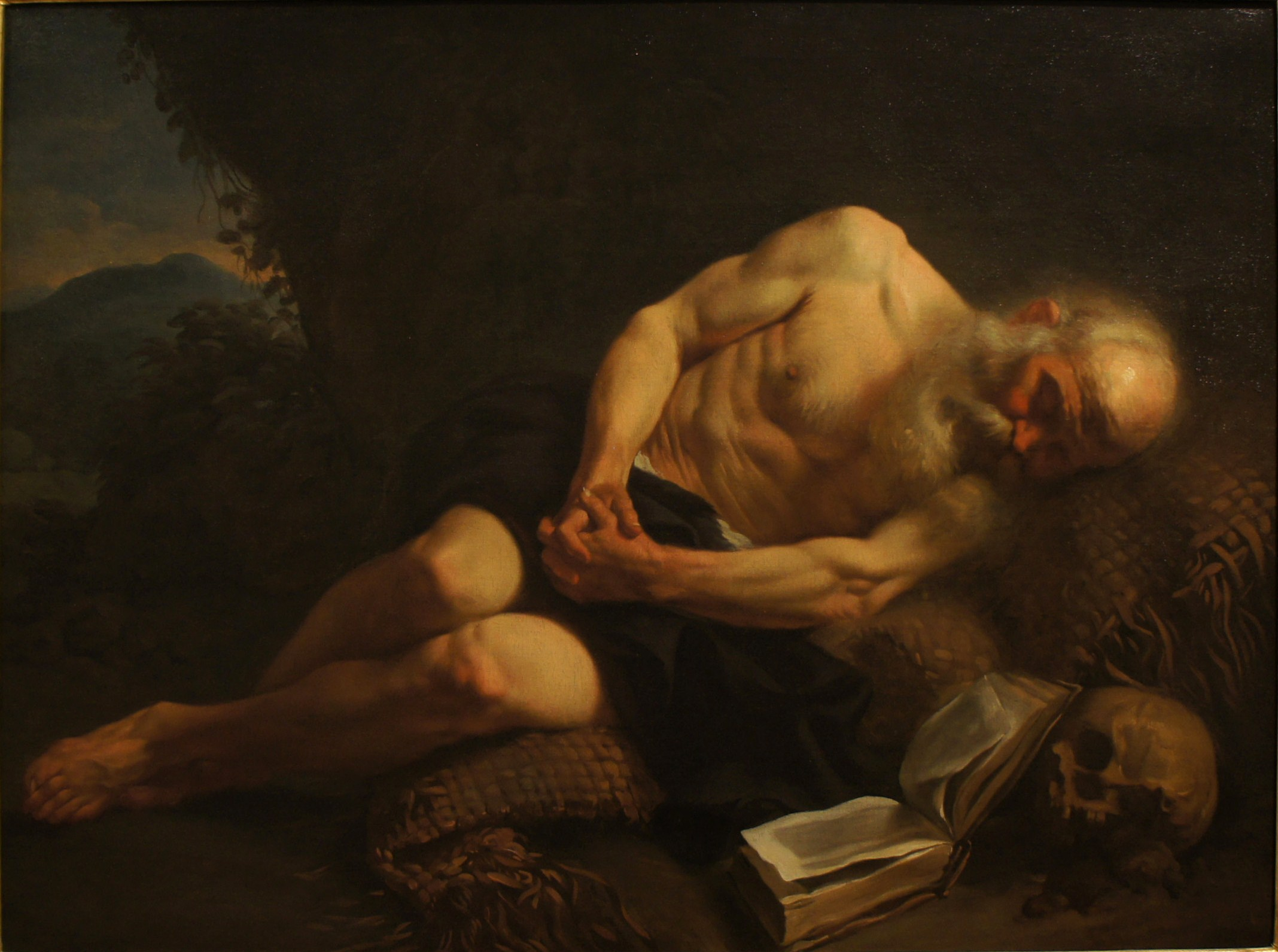
「眠る隠者」(1761)
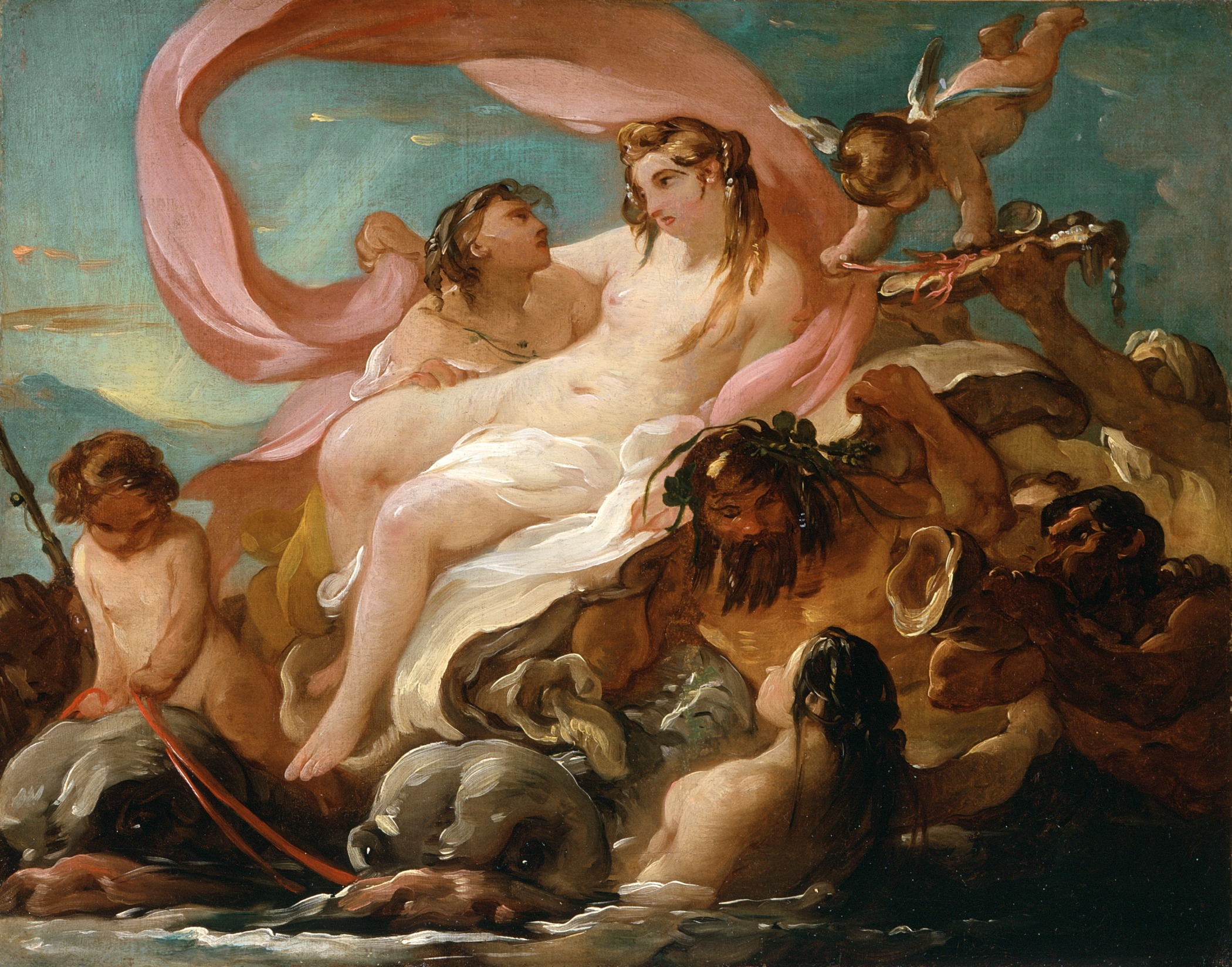
「海から生まれるビーナス」 (1754/1755)